# Cantón de Arras-Norte
El cantón de Arras-Norte era una división administrativa francesa, que estaba situada en el departamento de Paso de Calais y la región de Norte-Paso de Calais.

## Composición
El cantón estaba formado por tres comunas, más una fracción de la comuna que le daba su nombre:
- Arras (fracción)
- Athies
- Saint-Laurent-Blangy
- Saint-Nicolas

## Supresión del cantón de Arras-Norte
En aplicación del Decreto nº 2014-233 de 24 de febrero de 2014, el cantón de Arras-Norte fue suprimido el 22 de marzo de 2015 y sus 4 comunas pasaron a formar parte; tres del nuevo cantón de Arras-2 y la fracción de la comuna que le daba su nombre se unió con las demás fracciones para que, por medio de una reestructuración cantonal, fueran creados los nuevos cantones de Arras-1, Arras-2 y Arras-3.